# Mustafa Ruhi Efendi
Lo sceicco Mustafa Ruhi Efendi (1800 – Istanbul, 1893) è stato un politico e capo religioso (naqshbandi) ottomano.
Fu un noto capo religioso (Naqshbandi) e leader politico dell'area dei Balcani durante il periodo ottomano. Egli risiedeva nella città di Kalkandelen, (Tetovo, nell'attuale Macedonia del Nord). Egli fu uno dei membri preminenti della Lega di Prizren ".
Ebbe quattro figli: Sabri Kalkandelen, poeta e direttore della biblioteca imperiale di Istanbul, Fatma Hanko, madre del futuro generale Hayrullah Fişek, Hürrem e Zehra.